# Distretto di Pont-Croix
Il distretto di Pont-Croix era una divisione territoriale francese del dipartimento di Finistère istituita nel 1790 e soppressa nel 1795.
Era formato dai cantoni di Pont-Croix, Audierne, Cléden, Douarnenez, Plogastel, Plonéour, Plozévet e
Tréogat.